# Pola Maciejowska
Pola Maciejowska, właśc. Paulina Maciejowska (ur. 3 lutego 1899 w Kowlu, zm. 11 lub 12 listopada 1920 w Bytomiu) – polska działaczka społeczna, uczestniczka II powstania śląskiego, współpracownica Wojciecha Korfantego.

## Życiorys

### Rodzina
Niewiele wiadomo o pochodzeniu Poli Maciejowskiej. Bytomski Słownik Biograficzny podaje, że urodziła się w Kowlu koło Płocka, chociaż nie istnieje taka miejscowość, jest za to wieś Kowala, według innego źródła przyszła na świat w Kowlu na Wołyniu. Jej matką była nauczycielka języka francuskiego, Janina Józefina Maciejowska z domu Miszewska, ojcem – Piotr Paweł Wawrzyniec Maciejowski, technik budowy dróg.

### Młodość i wykształcenie
Ukończyła Prywatną Żeńską Szkołę Udziałową w Płocku w 1915 roku, zdała maturę w 1916 roku. Była studentką Uniwersytetu Warszawskiego, gdzie studiowała polonistykę i historię, według innego źródła – filozofię. Na studiach związała się z ruchem robotniczym, m.in. z działalnością Polskiej Partii Socjalistycznej. Studia przerwała w semestrze letnim 1920 roku. W roku akademickim 1918/1919 pracowała jako nauczycielka na Kursach dla Dorosłych Magistratu m. Warszawy, była również instruktorką harcerską.

### Działalność na Górnym Śląsku
W połowie lipca 1920 roku wyjechała na Górny Śląsk, najprawdopodobniej wbrew woli rodziny, i zamieszkała w Bytomiu. Pracowała w Inspektoracie Harcerskim powstałym przy Polskim Komisariacie Plebiscytowym. Należała do Związku Młodzieży Postępowo-Niepodległościowej, była kurierką Wojciecha Korfantego, brała udział w II powstaniu śląskim.

### Śmierć
10 listopada 1920 roku została zatrzymana przez niemiecką policję plebiscytową w centrum Bytomia i trafiła do aresztu, gdzie dzień później znaleziono ją martwą.
Grób Poli Maciejowskiej znajduje się na cmentarzu przy ul. Kraszewskiego w Bytomiu. Jest patronką Szkoły Podstawowej nr 5 od roku 1974 przy Alei Legionów 6 a 8 marca 1960 roku odsłonięto w szkole tablicę pamiątkową ku jej czci. Szkoła wraz z bytomskich harcerstwem opiekują się jej grobem.

## Kontrowersje wokół osoby Poli Maciejowskiej
Tajemnicza śmierć Poli Maciejowskiej nie została wyjaśniona, spotyka się opinie, że Pola stała się ofiarą sądu kapturowego niemieckiej zbrojnej organizacji „Escherich”. Górnośląski „Katolik” (1920, nr 142) pisze o Poli (nazywając ją  Lolą Maciejewską) zaraz po jej śmierci, że była „rezolutną osóbką, rzucającą światło szerokim promieniem w ciemne masy górnośląskie”, zaznaczając że „krążą pogłoski, że zmarła zeszła ze świata sposobem nienaturalnym”. Odpowiedzi na pytanie o śmierć Poli Maciejowskiej szukały Międzysojusznicza Komisja Rządząca i Plebiscytowa w Opolu oraz Polski Komitet Plebiscytowy, jednak już trzy dni po pogrzebie wszystkich skupiła nowa tragedia w regionie.
W PRL historycy twierdzili, że była komunistką o pseudonimie „Kałuża” i uwięziono ją za agitację.

## Upamiętnienie
Imię Poli Maciejowskiej nosił w okresie PRL Rynek w Bytomiu.
Jest jedną z 30 bohaterek wystawy pt. „60 na 100. SĄSIADKI. Głosem Kobiet o powstaniach śląskich i plebiscycie” poświęconej roli kobiet w śląskich zrywach powstańczych i akcji plebiscytowej (2019). Koncepcję wystawy, scenariusz i materiały przygotowała Małgorzata Tkacz-Janik, a grafiki Marta Frej.